# Espinosa de Cerrato
Espinosa de Cerrato es un municipio y localidad de España, en la provincia de Palencia, comunidad autónoma de Castilla y León. La población está asentada en el camino de Burgos a Roa. El río Franco, de gran valor medioambiental reconocido, atraviesa el municipio.

## Historia

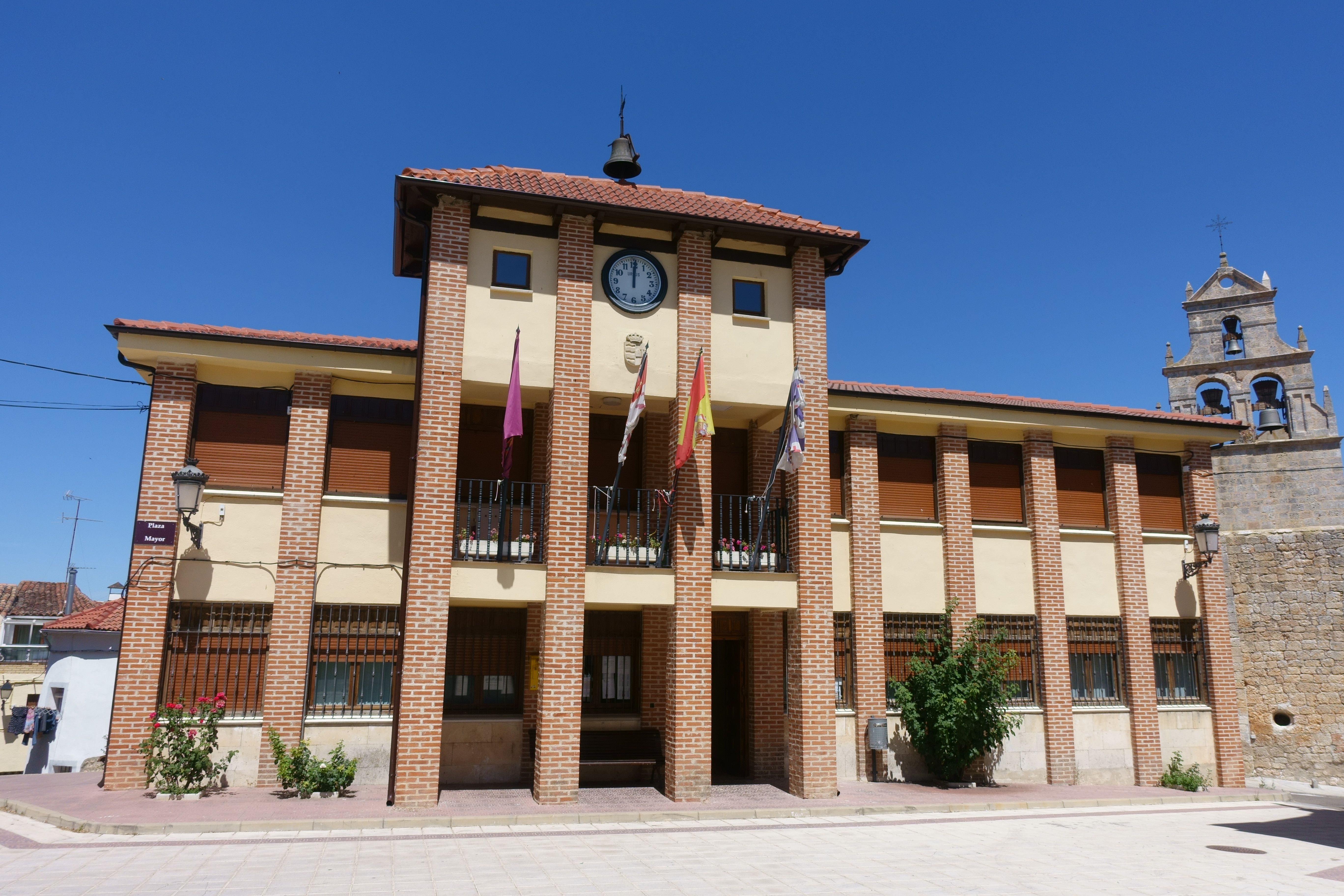
Casa consistorial

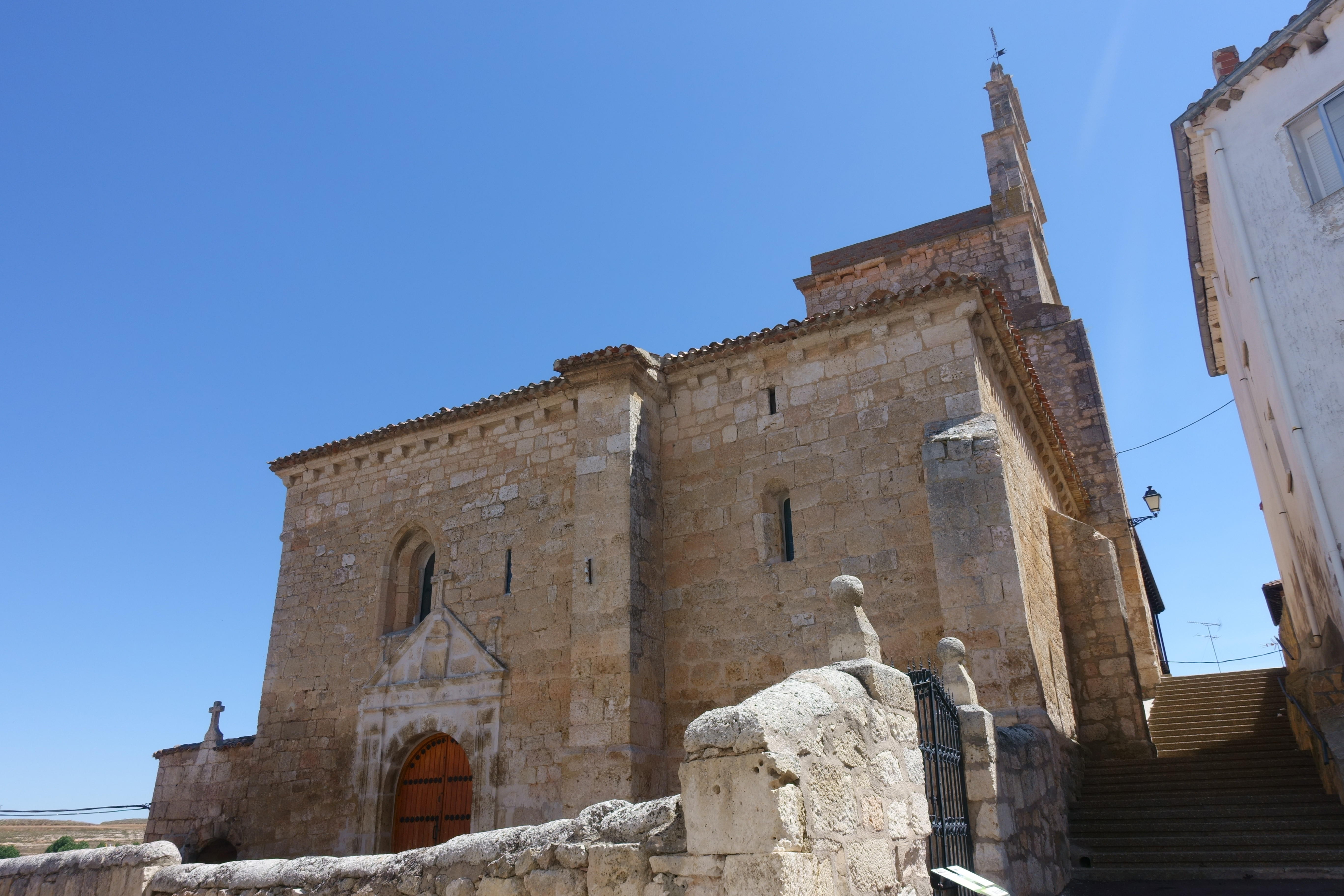
Iglesia de San Martín

Esta villa, que fue en el medievo una localidad dedicada a criar ganado mayor, fue donada por Alfonso VIII a Pedro Martínez de Ihobas, en reconocimiento a sus servicios militares, quien a su vez la cedió en 1170 a la abadía de San Miguel de Treviño. 
La villa de Espinosa, tal apodada de Riofrancos, fue fortificada a finales del siglo IX, donde existiera una donación de esta villa al monasterio premostratense de San Miguel de Treviño, vendiendo este pueblo en 1323 a Palenzuela. 
En el año 1352, la villa de Espinosa, pertenecía a la Merindad del Cerrato, y a la jurisdicción de Palenzuela. 
A mediados del siglo XIV Espinosa pertenecía a la reina.
En 1752 era un lugar de señorío de la jurisdicción de Palenzuela, manteniéndose pleito por su pertenencia entre la Duquesa de Alba y el Conde de Benavente. 
En 1785, Espinosa era una aldea de abadengo continuando en esa pertenencia en el siglo XIX, época en la que disponía de la iglesia parroquial de San Martín y de las ermitas de San Roque y Santa Lucía, y continuaba perteneciendo en lo eclesiástico a la diócesis burgalesa. Desde 1955 Espinosa pasó a formar parte de la diócesis de Palencia. 

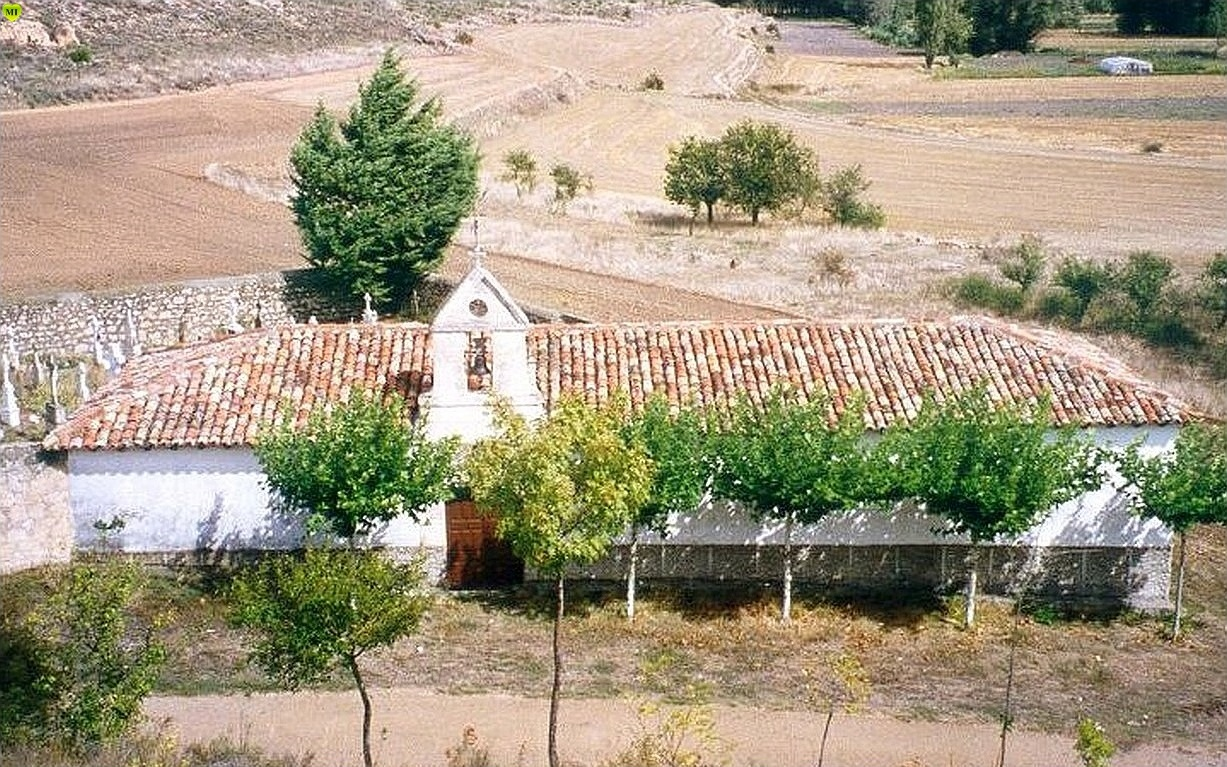
Ermita de la Virgen del Saúco

Todavía en el siglo XVIII contaba la localidad con seis ermitas dedicadas a San Fructuoso, el Humilladero, San Miguel, San Cristóbal, San Roque y Santa Lucía, quedando en la actualidad la de Nuestra Señora de Sauco, cuya escultura, del siglo XVI, se conserva en la iglesia parroquial.
Está situada en la ladera de un cotarro que domina la vega del río Franco. El nombre de la localidad significa el lugar espinoso.

### SigloXIX
Así se describe a Espinosa de Cerrato en la página 574 del tomo VII del Diccionario geográfico-estadístico-histórico de España y sus posesiones de Ultramar, obra impulsada por Pascual Madoz a mediados del siglo XIX:

ESPINOSA DE CERRATO

Lugar con ayuntamiento en la provincia de Palencia (8 leguas), diócesis de Burgos (7), audiencia territorial y capitanía general de Valladolid (12), partido judicial de Baltanás (4).
Situado en un cotarro y sobre un piedra viva inmediata a un pequeño arroyo; está en cierto modo defendido del viento S, por una cuesta que le domina; las enfermedades que con más frecuencia se experimentan son algunas tercianas.
Tiene 120 casas malamente fabricadas y distribuidas, y además antiquísimas y medio arruinadas; una escuela de primeras letras, concurrida por 20 niños y dotada con 30 fanegas de centeno que pagan los padres de aquellos; una iglesia parroquial (San Martín) de patronato del pueblo, servida por 2 beneficiados que ejercen la cura de almas; el cementerio se halla unido a la misma iglesia sin que pueda perjudicar la salubridad pública; 2 ermitas (San Roque y Santa Lucía) extramuros aunque próximas, las cuales se hallan el peor estado y sin rentas para atender a su conservación; varias son las fuentes que brotan en el campo, todas abundantes y buenas; pero no obstante, los vecinos se surten de las aguas del expresado arroyo.
Confina el término N Granja de Torrecitores; E Villafruela; SO monte de Montemayor, y O Royuela.
El terreno en general es flojo, pedregoso y poco fértil, participando de monte y llano; riega parte de él el mencionado arroyo que nace en el término de Villafruela en el valle titulado de Valdesala a distancia de 1/2 legua, cuyo caudal es escaso y lleva su curso perenne de E a O, dejando a la izquierda el lugar que describimos; crúzale un puente de madera con estribos de piedra; hay 2 montes llamados la Vela y Montemayor, ambos poblados de roble y enebro; el primero que tiene una legua de circunferencia es propio de este pueblo; y el otro de 4 leguas también de circuito lo posee en común con las villas de Palenzuela, Villarem, Tabanera y Valles.
Caminos: todos son locales y de herradura.
Producciones: trigo, cebada, centeno, avena, legumbres y cáñamo; cría ganado lanar, cabrío, mular y asnal, y pesca de cangrejos en abundancia y alguna que otra anguila.
Industria: la agrícola y 6 molinos harineros de una sola rueda cada uno.
Población: 98 vecinos, 510 almas.

Capital productivo: 262.000 reales. Imponible: 10.421. El presupuesto municipal asciende a 1.000 reales, y se cubre con los productos de propios y reparto vecinal.

## Geografía humana

### Demografía
Cuenta con una población de 124 habitantes (INE 2024).
| Gráfica de evolución demográfica de Espinosa de Cerrato entre 1842 y 2021                                             |
| |
| Población de derecho según los censos de población del INE. Población de hecho según los censos de población del INE. |

| 1900 | 1910 | 1920 | 1930 | 1940 | 1950 | 1960 | 1970 | 1981 | 1991 | 2001 | 2011 | 2018 |
| 862  | 891  | 952  | 991  | 1036 | 1020 | 922  | 520  | 395  | 312  | 249  | 194  | 149  |

## Cultura
- Jota de Nuestra Señora del Sauco.
- Fiesta de San Martín.